# 特賴昂角 (加利福尼亞州)
特賴昂角（英語：Tryon Corner）是位於美國加利福尼亞州德爾諾特縣的一個非建制地區。該地的面積和人口皆未知。

## 地理
特賴昂角的座標為41°52′38″N 123°08′47″W / 41.87722°N 123.14639°W，而該地的平均海拔高度為10米（即33英尺）。